# 大辛庄街道 (临清市)
大辛庄街道，是中华人民共和国山東省聊城市临清市下辖的一个乡镇级行政单位。

## 行政区划
大辛庄街道下辖以下地区：
邱屯社区、大辛庄社区、颜刘庄社区、王刘庄社区、近古社区、高坊社区、孟庄社区、千户营社区、王坊社区、董庄社区、姜堂社区、杨庙社区、孙庄社区、冶庄社区、长屯社区、东周店社区、中周店社区、杏元社区、西周店社区、窑地头社区、曹庄社区、石槽社区、仁和社区、五里庙社区、江庄社区、秦刘庄社区、前八里社区、小辛庄社区、后八里社区、景付庄社区、柳坟社区、刘顶坟社区、歇马亭社区、高庄社区、方辛庄社区、郭屯社区、黄官屯社区和崔庄社区。